# Parasyrphus sherpa
Parasyrphus sherpa är en tvåvingeart som beskrevs av Ghorpade 1994. Parasyrphus sherpa ingår i släktet buskblomflugor, och familjen blomflugor.
Artens utbredningsområde är Nepal. Inga underarter finns listade i Catalogue of Life.